# Demoulinellus
Demoulinellus is een geslacht van haften (Ephemeroptera) uit de familie Leptophlebiidae.

## Soorten
Het geslacht Demoulinellus omvat de volgende soorten:
- Demoulinellus coloratus